# Mercedes-Benz Múzeum
A Mercedes-Benz Múzeum egy autókat bemutató kiállítóhely Németországban, Stuttgart városában. Stuttgart ad otthont a Mercedes-Benz márkának és itt található a Daimler cég nemzetközi központja. A múzeum jelenlegi épülete közvetlenül a Daimler gyár stuttgarti üzemének bejárata mellett található. Az épületet az UN Studio tervezte. Az épület alaprajza a lóhere levelén alapul, amely három egymást fedő levél segítségével hozza létre a központi átrium háromszögletű terét. Az épület 2006. május 19-ére készült el és ekkor adták át a nyilvánosságnak.
Korábban a múzeum egy számára kijelölt helyen volt a gyár területén belül, amelyet a főkapuval egy őrzött buszjárat kötött össze, amellyel a látogatókat szállították.

## Jellemzése
Az épület magassága és a kettős csigavonal belső dizájn úgy lett kialakítva, hogy a kiállítóterek nagyságát a lehető legnagyobbra tudják szabni, ezért a kiállítótér 16500 négyzetméter területű az épületben. A múzeumban több, mint 160 járművet tekinthetnek meg a látogatók, melyek némelyike az autógyártás hőskorából származik. A járműveket a Mercedes-Benz Classic Center fellbach-i központja tartja karban. A múzeumban a látogatóknak lehetőségük van ingyenes, audiotúrákon résztvenni. 2007-ben a múzeum látogatóinak száma 860 000 volt.

## Fordítás
Ez a szócikk részben vagy egészben  a   Mercedes-Benz Museum című angol Wikipédia-szócikk ezen változatának fordításán alapul.  Az eredeti cikk szerkesztőit annak laptörténete sorolja fel. Ez a jelzés csupán a megfogalmazás eredetét és a szerzői jogokat jelzi, nem szolgál a cikkben szereplő információk forrásmegjelöléseként.